# Вендеж (платформа)
Ве́ндеж (бел. Вяндзеж) — остановочный пункт электропоездов в Пуховичском районе (Минская область, Беларусь).

## Описание
Расположен в 54 километрах от Минска (станции Минск-Пассажирский) между остановочными пунктами Дричин и Техникум (юго-восточное направление железнодорожной линии). 
Примерное время в пути со всеми остановками от ст. Минск-Пассажирский — 1 ч. 8 мин.; от ст. Пуховичи — 7 мин.
Ближайший населённый пункт — одноимённая деревня (примыкает с северной и северо-восточной стороны платформы). Также вблизи остановочного пункта находятся несколько садоводческих товариществ.
Приблизительно в 2,5 км в юго-западном направлении от платформы находится географический центр Белоруссии.